# Cecilia Brækhus
Cecilia Brækhus (født 28. september 1981 i Cartagena de Indias i Colombia) er en norsk verdensmester i professionel boksning i klassen weltervægt i forbundene World Boxing Association (WBA), World Boxing Council (WBC), World Boxing Organization (WBO) og World Professional Boxing Federation (WPBF). 
Brækhus er opvokset i Bergen og begyndte med kickboxing som 14-årig, men gik senere over til boksning. Hun er 171 cm høj og holder kampvægt på omkring 64 kilo. Hun er bosat i Berlin og bliver promoveret af Sauerland Event.
Brækhus deltog i tv-serien Zebra Grand Prix i efteråret 2009.

## Medaljer som amatør

### Boksning
- Nordisk mester 2006 (mod Vinni Skovgaard)[3][4]
- VM-sølv 2005 (mod Julia Nemtsova)[5]
- EM-gull 2005 (mod Julia Nemtsova)[6]
- EM-sølv 2004 (mod Vinni Skovgaard)[3]

Hun boksede 8 år som amatørkamper og havde 75 sejre.

### Kickboksing (semikontakt)
- VM-guld 2003 (for amatører)[3]
- EM-guld 2003 (for amatører)[3]
- 3 NM-guld
- 2 kongepokaler

## Titler som professionel
Brækhus debuterde som professionel bokser den 20. januar 2007 og vandt over kroatiske Ksenija Koprek i en kamp, som forløb over 4 runder. Kampen fandt sted i St. Jakobhalle i Basel i Schweiz.
Den 14. marts 2009 blev Brækhus kvindelig verdensmester i Weltervægt i forbundene WBA og WBC efter at have slået danske Vinni Skovgaard på point over ti runder i en titelkamp i Kiel. Brækhus blev dermed den første nordmand, som fik en VM-titel fra de store bokserforbund.
Hun mødte Amy Yuratovac i Helsingfors den 30. maj 2009 og forsvarede sine verdensmesterskab. Denne kamp vandt hun på point (98-92, 98-92 og 98-92).
Den 12. september 2009 blev hun udfordret af Lucia Morelli, som havde 13 sejre i 13 kampe som professionel før denne kamp. Brækhus vandt imidlertid denne kamp og beholdt titlene. Hun vandt kampen på point (98-92, 99-92 og 97-93). Den 12. september 2009 havde Brækhus bokset 13 kampe og vundet alle. 
Den 15. maj 2010 forsvarede hun WBA- og WBC-titlerne, samt hun vandt WBO-titlen. Hun mødte Victoria Cisneros fra USA og vandt på point. Kampen fandt sted i Herning. Hun vandt alle 10 runder, og alle tre dommerne dømte 100-90 i til Brækhus fordel.
Den 30. oktober 2010 vandt hun kampen mod svenske Mikaela Laurén, som hun slog knockout på i 7. runde og blev dermed også mester i World Professional Boxing Federation (WPBF).

## Kampe
| Kamp | Resultat | Metode           | Dato               | Modstander         | Runder | Sted                  | Titel     |
| ---- | -------- | ---------------- | ------------------ | ------------------ | ------ | --------------------- | --------- |
| 1    | Sejr     | Point            | 20. januar 2007    | Ksenija Koprek     | 4      | Basel i Schweiz       |           |
| 2    | Sejr     | Knockout         | 7. februar 2007    | Jana Latova        | 2      | Brussel i Belgien     |           |
| 3    | Sejr     | Point            | 26. maj 2007       | Olga Bojare        | 4      | Bamberg i Tyskland    |           |
| 4    | Sejr     | Point            | 23. juni 2007      | Borislava Goranova | 6      | Zwickau i Tyskland    |           |
| 5    | Sejr     | Teknisk knockout | 26. januar 2008    | Wanda Pena Ozuna   | 4      | Berlin i Tyskland     |           |
| 6    | Sejr     | Point            | 29. marts 2008     | Tatjana Dieckmann  | 6      | Kiel i Tyskland       |           |
| 7    | Sejr     | Point            | 17. maj 2008       | Adelita Irizarry   | 6      | Bayreuth i Tyskland   |           |
| 8    | Sejr     | Point            | 21. juni 2008      | Nicole Woods       | 6      |                       |           |
| 9    | Sejr     | Point            | 20. september 2008 | Cimberly Harris    | 8      | Bielefeld i Tyskland  |           |
| 10   | Sejr     | Point            | 25. oktober 2008   | Borislava Goranova | 8      | Oldenburg i Tyskland  |           |
| 11   | Sejr     | Point            | 14. marts 2009     | Vinni Skovgaard    | 10     | Kiel i Tyskland       | WBA & WBC |
| 12   | Sejr     | Point            | 30. maj 2009       | Amy Yuratovac      | 10     | Helsingfors i Finland |           |
| 13   | Sejr     | Point            | 12. september 2009 | Lucia Morelli      | 10     | Herning i Danmark     |           |
| 14   | Sejr     | Point            | 15. maj 2010       | Victoria Cisneros  | 10     | Herning i Danmark     | WBO       |
| 15   | Sejr     | Teknisk knockout | 30. oktober 2010   | Mikaela Lauren     | 7      | Rostock i Tyskland    | WPBF      |
| 16   | Sejr     | Knockout         | 20. november 2010  | Eva Halasi         | 3      | Herning i Danmark     |           |